# ناحیه ایوتا، شهرستان اولمستد، مینه سوتا
ناحیه ایوتا (به انگلیسی: Eyota Township) یک منطقهٔ مسکونی در ایالات متحده آمریکا است که در شهرستان اولمستد، مینه‌سوتا واقع شده‌است.
 ناحیه ایوتا ۸۸٫۵ کیلومتر مربع مساحت و ۴۴۸ نفر جمعیت دارد و ۳۸۷ متر بالاتر از سطح دریا واقع شده‌است.